# Scott R. Beal
Scott Rathbone Beal (* 14. April 1890 in Quinnesec, Michigan, USA; † 10. Juli 1973 in Hollywood, Kalifornien, USA) war ein US-amerikanischer Regie-Assistent.

## Biografie
Scott R. Beal wurde als Sohn des Regisseurs Frank Beal und der Schauspielerin Louise Lester in der Ortschaft Quinnesec geboren. Die Berufe seiner Eltern legten nahe, dass er sich ebenso im Showbusiness betätigte, also versuchte er sich zuerst als Schauspieler an einigen kleinen Bühnen. Doch schon bald zog es ihn nach Kalifornien zum Filmgeschäft.
Hier fand er, neben einigen Rollen, sein Betätigungsfeld hinter der Kamera. Er führte Regie, war aber in erster Linie Regieassistent. Dieses Fach belegte er den größten Teil seiner Karriere. In dieser Funktion wurde er zwei Mal für den Oscar in der ehemaligen Kategorie Beste Regieassistenz nominiert. 1934 konnte er den Oscar mit sechs weiteren Nominierten gewinnen, wobei alle Preisträger nicht für einen bestimmten Film geehrt wurden. Bei der Oscarverleihung 1935 blieb es bei der Nominierung, diesmal für den Film Frauen am Scheidewege.
Scott R. Beal starb am 10. Juli 1973 in Hollywood.

## Filmografie

### Als Regieassistent
- 1916: Undine – Regie: Henry Otto
- 1923: Die Insel der verlorenen Schiffe (The Isle of Lost Ships) – Regie: Maurice Tourneur
- 1924: Die Juwelen der Romanoffs (Torment) – Regie: Maurice Tourneur
- 1925: Die Zwillingsschwester (Her Sister from Paris) – Regie: Sidney Franklin
- 1925: Ein Mädel von Klasse (Classified) – Regie: Alfred Santell
- 1931: Dracula – Regie: Tod Browning
- 1932: Mord in der Rue Morgue (Murders in the Rue Morgue) – Regie: Robert Florey
- 1932: Back Street – Regie: John M. Stahl
- 1932: Air Mail – Regie: John Ford
- 1933: Eine Frau vergisst nicht (Only Yesterday) – Regie: John M. Stahl
- 1934: Frauen am Scheidewege (Imitation of Life) – Regie: John M. Stahl
- 1935: Der Rabe (The Raven) – Regie: Lew Landers
- 1935: Was geschah gestern? (Remember Last Night?) – Regie: James Whale
- 1945: Tarzan und die Amazonen (Tarzan and the Amazons) – Regie: Kurt Neumann
- 1946: Tarzan und das Leopardenweib (Tarzan and the Leopard Woman)- Regie: Kurt Neumann

### In anderen Funktionen
- 1918: Her Moment – Regie: Frank Beal – als Schauspieler
- 1936: Magnificent Brute – Regie: John G. Blystone – als Produktionsleiter
- 1951: Strictly Dishonorable – Regie: Melvin Frank und Norman Panama – als Schauspieler
- 1951: Quo vadis? – Regie: Mervyn LeRoy – als Schauspieler
- 1952: Aus Liebe zu Dir (Because of You) – Regie: Joseph Pevney – als Schauspieler